# Codice ATC N
Il codice ATC N del sistema nervoso è una sezione del sistema di classificazione Anatomico Terapeutico e Chimico, un sistema di codici alfanumerici sviluppato dall'OMS per la classificazione dei farmaci e altri prodotti medici.
Codici per uso veterinario (codici ATC) possono essere creati, attraverso una lettera Q posta di fronte al codice ATC umano: QN ...
Numeri nazionali della classificazione ATC possono includere codici aggiuntivi non presenti in questa lista, che segue la versione OMS.
N Sistema nervoso

N01 - Anestetici

N02 - Analgesici

N03 - Antiepilettici

N04 - Farmaci antiparkinsoniani

N05 - Psicolettici

N06 - Psicoanalettici

N07 - Altri farmaci per il sistema nervoso

ATCvet solo

QN51 - Prodotti per l'eutanasia degli animali